# Saint-Pierre-de-Lamps
Saint-Pierre-de-Lamps település Franciaországban, Indre megyében. Lakosainak száma 54 fő (2018. január 1.). Saint-Pierre-de-Lamps Argy, Francillon, Frédille, Saint-Martin-de-Lamps és Sougé községekkel határos.

## Népesség
A település népessége az elmúlt években az alábbi módon változott:
| Lakosok száma | 86   | 81   | 60   | 44   | 43   | 45   | 50   | 54   | 54   | 54   |
|               | 1968 | 1975 | 1982 | 1999 | 2006 | 2011 | 2013 | 2016 | 2017 | 2018 |